# Alessano
Alessano ist eine italienische Gemeinde.

## Geografie
Alessano hat 6038 Einwohner (Stand 31. Dezember 2023). Es liegt in der Provinz Lecce in Apulien, etwa 80 Kilometer von der Provinzhauptstadt Lecce entfernt und etwa 15 Kilometer vom Kap Santa Maria di Leuca.
Die Nachbargemeinden sind: Castrignano del Capo, Corsano, Gagliano del Capo, Morciano di Leuca, Presicce, Salve, Specchia, Tiggiano und Tricase.

## Sehenswürdigkeiten
- Kirche San Giovanni
- Casa dei Pyrreca
- Die „Portanova“
- Kultur und Vegetationsgebiet „Le Matine“

## Wirtschaft und Verkehr
Der Ort ist für seine Ölproduktion bekannt.
Der Bahnhof Alessano Corsano liegt an der Bahnstrecke Zollino–Gagliano Leuca.

## Söhne und Töchter der Gemeinde
- Oronzo Gabriele Costa (1787–1867), Entomologe
- Antonio Bello (1935–1993), römisch-katholischer Geistlicher, Bischof von Molfetta